# Wacław Zbrowski
Wacław Zbrowski, ps. „Braciszek” (ur. 15 listopada 1889 w Radomiu, zm. 1956 w Varel) – podpułkownik administracji (piechoty) Wojska Polskiego, kawaler Orderu Virtuti Militari.

## Życiorys
Urodził się 15 listopada 1889. Syn Piotra i Marii z Oktabskich. Brat Stanisława (1887–1905), który popełnił samobójstwo po nieudanym zamachu na carskiego oficera.
Działał w Organizacji Bojowej PPS pod pseudonimem „Braciszek” – był szefem „uczniowskiej piątki bojowej” (wraz z nim Jan Gruszczyński, Jerzy Pieczynis, Roman Machnicki, Stefan Rodkiewicz, Stanisław Werner i Teodor Latomski). Brał udział w 17 zamachach i akcjach bojowych. 14 grudnia 1906 został aresztowany, zaś w marcu 1907 zwolniony z braku dowodów. Dokonał egzekucji na osobie kpt. Samsonowa, którego oddział zabił wcześniej S. Wernera. Aresztowany ponownie, był więziony przez wiele miesięcy w X Pawilonie Cytadeli Warszawskiej. Po złożeniu przyrzeczenia, że opuści granice rosyjskie, został zwolniony z aresztu. Mimo tego przebywał nadal w kraju, zaś wyjechał na obszar Galicji dopiero w czasie bezpośredniego zagrożenia aresztowaniem. 
Absolwent I Wyższej Szkoły Realnej w Krakowie z 1911. Podjął studia na Politechnice Lwowskiej. Działał nadal w PPS, należał do Związku Walki Czynnej i Związku Strzeleckim. Po wybuchu I wojny światowej w sierpniu 1915 wstąpił do Legionów Polskich. Został przydzielony do 1 pułku piechoty w składzie I Brygady. 12 listopada 1914 awansowany do stopnia podporucznika. Od marca w Oddziale Karabinów Maszynowych I Brygady, od maja 1915 w II batalionie w 4 pułku piechoty. 1 lipca 1916 został awansowany do stopnia porucznika.
Po odzyskaniu przez Polskę niepodległości wstąpił do Wojska Polskiego. W dniu 24 listopada 1918 roku oddział pod jego dowództwem opanował Włodzimierz Wołyński. Brał udział w wojnie polsko-bolszewickiej. Podczas walk o Lidę stopniu kapitana był dowódcą I batalionu 3 pułku piechoty Legionów. 15 lipca 1920 roku został zatwierdzony z dniem 1 kwietnia 1920 roku w stopniu majora, w piechocie, w grupie oficerów byłych Legionów Polskich. Był wówczas odkomenderowany z 28 pułku piechoty do Dowództwa miasta Radom. Do 16 sierpnia 1920 roku był dowódcą Baonu Wartowniczego Nr 2/III w Dąbrowie Górniczej. 
Następnie został zweryfikowany w stopniu majora ze starszeństwem z dniem 1 czerwca 1919 roku w korpusie oficerów piechoty. 17 maja 1922 roku został odznaczony orderem wojskowym „Virtuti Militari" V klasy. 30 września 1922 roku został „powołany do służby czynnej w Baonach Celnych z równoczesnym oddaniem do dyspozycji Głównej Komendy Baonów Celnych”.
Następnie służył w 31 pułku Strzelców Kaniowskich, przeniesionym z Kalisza do garnizonu Łódź. Jego adiutantem był ppor. Kazimierz Czyhiryn. Służył w 81 pułku Strzelców Grodzieńskich (1923), a następnie dowódcą I batalionu w 39 pułku piechoty Strzelców Lwowskich. 
W październiku 1926 został przeniesiony z 15 Pułku Piechoty „Wilków” w Dęblinie do 18 pułku piechoty w Skierniewicach na stanowisko zastępcy dowódcy pułku. 12 kwietnia 1927 został mianowany podpułkownikiem ze starszeństwem z 1 stycznia 1927 i 8. lokatą w korpusie oficerów piechoty. W listopadzie tego roku został przeniesiony do kadry oficerów piechoty z równoczesnym przeniesieniem służbowym do Gabinetu Ministra Spraw Wojskowych w charakterze oficera łącznikowego Ministerstwa Spraw Wojskowych przy Ministerstwie Rolnictwa i Reform Rolnych, Ministerstwie Skarbu oraz Komitecie Likwidacyjnym w Poznaniu. 12 marca 1929 roku został przeniesiony służbowo do Oficerskiego Trybunału Orzekającego z zachowaniem dotychczasowego stanowiska. W marcu 1930 roku został przydzielony do Powiatowej Komendy Uzupełnień Warszawa Miasto I na stanowisko komendanta. Następnie został przeniesiony z korpusu oficerów piechoty do korpusu oficerów administracji. 1 września 1938 roku dowodzona przez niego jednostka została przemianowana na Komendę Rejonu Uzupełnień Warszawa Miasto I, a zajmowane przez niego stanowisko otrzymało nazwę „komendant rejonu uzupełnień”. W 1939 roku w dalszym ciągu pełnił służbę na tym stanowisku.
Po wybuchu II wojny światowej brał udział w kampanii wrześniowej. Po zakończeniu wojny organizował PPS w Niemczech.
Zmarł w 1956 w Varel w Niemczech Zachodnich.

## Ordery i odznaczenia
- Krzyż Srebrny Orderu Wojskowego Virtuti Militari nr 6039 (17 maja 1922)[8][23]
- Krzyż Niepodległości z Mieczami (20 stycznia 1931)[24][25]
- Krzyż Kawalerski Orderu Odrodzenia Polski (11 listopada 1937)[26][27]
- Krzyż Walecznych (trzykrotnie)
- Złoty Krzyż Zasługi (10 listopada 1928)[28]